# Battaglia di Curupayty
La battaglia di Curupayty (o Curupaity, Curupaytí, Curupaití o Curupa'ihtih) fu un episodio della guerra della triplice alleanza che ebbe luogo il 22 settembre 1866 tra le forze alleate (Argentina, Brasile e Uruguay) e quelle del Paraguay nei pressi del forte di Curupayty.
La battaglia si risolse in una vittoria, la più importante della disastrosa campagna di Humaitá, da parte delle truppe paraguaiane, comandate dal generale José Eduvigis Díaz, e pose le operazioni militari in una fase di stallo per 14 mesi, prima che l'esercito alleato, superiore in uomini e armamento, riprendesse l'iniziativa.

## Antefatto
Dopo l'invasione del Paraguay da parte degli eserciti della "Triplice Alleanza", iniziata il 16 aprile 1866, e i successivi scontri, il 18 agosto si tenne nel campo alleato un consiglio di guerra, nel quale si stabilì la presa in sequenza dei forti di Curuzú e di Curupayty; l'operazione sarebbe dovuta essere realizzata in quindici giorni, e ad essa furono destinati 6 000 soldati dell'esercito appoggiati dalla squadra navale brasiliana entrata nel fiume Paraguay. Il 3 settembre 1866, in ritardo di 5 giorni rispetto alla data prevista per l'attacco, le forze brasiliane comandate dal barone di Porto Alegre e fiancheggiate dai cannoni delle navi da guerra riuscirono a prendere possesso del forte di Curuzú, obbligando la ritirata paraguaiana verso Curupayty. Nonostante il pieno successo dell'operazione, Porto Alegre si rifiutò di seguire i nemici sconfitti, costruendo una trincea difensiva appena 300 metri più a nord del forte conquistato. Il maresciallo Francisco Solano López, presidente paraguaiano, accortosi repentinamente dell'errore strategico compiuto dai brasiliani fece costruire a sud di Curupayty una linea di difesa che, partendo dal fiume a destra raggiungeva nel suo margine sinistro un piccolo lago, chiamato Laguna López o anche Laguna Mendez, ordinando di impiegare nell'operazione tutti i 5 000 uomini di guarnigione nel forte.
Il 12 settembre López, forse con lo scopo di guadagnare tempo o forse convinto di cominciare una trattativa di pace, ottenne un colloquio con Bartolomé Mitre, comandante in capo dell'esercito della "Triplice Alleanza"; l'incontro, che si svolse a Yataity Corá, in territorio di nessuno, si risolse in un insuccesso, probabilmente a causa dell'intransigenza dei comandanti brasiliani nel campo alleato.
Mitre, che nel frattempo aveva ammassato 20 000 uomini, fu costretto dalle forti piogge a posticipare l'attacco, previsto inizialmente per il 17 settembre; nel frattempo il generale José Eduvigis Díaz, posto da López al comando delle operazioni di difesa, diede il 21 settembre notizia del completamento delle fortificazioni difensive, integrate dal dispiegamento di 49 cannoni e di altri 13 pezzi d'artiglieria dislocati per lo più lungo le sponde del Paraguay.

## La battaglia
La mattina del 22 settembre, poco prima delle 8, la flotta brasiliana dell'ammiraglio Tamandaré cominciò un intenso cannoneggiamento delle linee nemiche, spalleggiata prontamente dall'artiglieria terrestre alleata; due corazzate, la Bahía e la Lima Barroso levarono le ancore per avvicinarsi al forte e bombardarlo, arrecando lievi danni alle fortificazioni nemiche, costruite dietro dei rialzi e fuori dalla visuale della squadra navale brasiliana. Dopo 5 ore di intenso bombardamento, alle 12:30 Tamandaré diede alle truppe di terra il segnale di "operazione compiuta", inalberando come pattuito una bandiera rossa e bianca.
Le truppe di terra dell'esercito alleato lanciarono l'assalto divise in 4 colonne. All'estrema sinistra, accanto al fiume, avanzava il colonnello Augusto Caldas con 6 battaglioni di fanteria e unità di cavalleria della Guardia Nazionale brasiliana; sulla sua destra il generale brasiliano Albino Carvalho comandava altri 6 battaglioni di fanteria e 3 di cavalleria. La terza colonna, comandata da Wenceslao Paunero comprendeva 12 battaglioni di fanteria mentre all'estrema destra il generale Emilio Mitre, fratello del presidente argentino, guidava 5 battaglioni. Altre forze di fucilieri furono dislocate sulla sponda del fiume Paraguay con il compito di sparare sulla fortezza di Curupayty. I paraguaiani erano appostati in due linee di difesa; la seconda di queste, riparata da una collina, era totalmente sconosciuta alle forze alleate.
Le colonne di attacco, ed in particolare le due centrali che dovettero sostenere lo sforzo maggiore, furono falciate dal fuoco di sbarramento dell'artiglieria paraguaiana, rimasta intatta; i continui attacchi ordinati da Mitre andarono sempre più a infrangersi contro le trincee nemiche, mentre la flotta brasiliana non riuscì a dare il suo sostegno minacciata dai cannoni della fortezza di Humaitá.
Soltanto alle 4 di pomeriggio il generale Mitre si rese conto dell'inutilità dell'attacco, ordinando la ritirata verso l'accampamento militare di Curuzú. Il generale Díaz, da parte sua, mentre era pronto a lanciare un contrattacco per inseguire il nemico in disfatta fu fermato nell'intento da un ordine perentorio del maresciallo López. Il generale uruguaiano Venancio Flores, che al comando di 3 000 uomini di cavalleria era riuscito ad aggirare le postazioni nemiche attraverso le paludi orientali con lo scopo di tagliare l'eventuale ritirata paraguaiana verso Humaitá, venuto a conoscenza della disfatta alleata riuscì a ritirarsi prima di essere intercettato.

## Perdite
La battaglia di Curupayty si rivelò la più grande sconfitta alleata dell'intera guerra. Il numero delle perdite alleate è ancora dibattuto: mentre il comandante Mitre le indicò in circa 4 000 (1 950 tra morti, feriti e dispersi brasiliani e 2 142 argentini), ma le fonti paraguaiane indicarono subito di aver sepolto almeno 5 000 morti nemici. Gli ospedali di Corrientes, d'altra parte, ricoverarono più di un migliaio di feriti, facendo portare le perdite stimate ad almeno 9 000 persone.
Le perdite paraguaiane furono invece molto basse, limitandosi a 23 morti e 69 feriti.

## Conseguenze
La battaglia di Curupayty portò ad uno stallo nelle operazioni militari che si protrasse per 14 mesi. I paraguaiani, dissanguati dalle precedenti sconfitte, non avevano uomini sufficienti per passare all'attacco. Nel campo alleato, invece, la sconfitta fu l'occasione per una resa dei conti, che alla fine lasciò il marchese di Caxias (che diventerà in seguito duca) al comando delle operazioni, mentre argentini ed uruguaiani disimpegnarono buona parte dei loro eserciti. Nel frattempo il generale Díaz, considerato l'artefice della vittoria, morì a seguito di una granata che lo colpì durante una coraggiosa ricognizione in canoa della flotta brasiliana.
Le operazioni militari ricominciarono in grande stile solo nel novembre del 1867, con il riuscito attacco brasiliano al passo di Tayi, che rese possibile agli alleati la cattura della fortezza di Humaitá.